# Hypsugo crassulus
Hypsugo crassulus es una especie de murciélago de la familia Vespertilionidae.

## Distribución geográfica
Se encuentra en Angola República Democrática del Congo Camerún, Uganda Kenia, Guinea Sudán Costa de Marfil, y Liberia.